# Budweiser Bier
Budweiser Bier (pełna nazwa B.B. Budweiser Bier) – czeskie piwo typu lager produkowane w Czeskich Budziejowicach przez Budějovický měšťanský pivovar.
Nazwa pochodzi od niemieckiej wersji nazwy Budziejowice („Budweis”). Obok Budweiser Bier w Czeskich Budziejowicach produkowany jest również Budweiser Budvar, a sama nazwa Budweiser stanowi przedmiot wieloletniego sporu pomiędzy czeskimi browarami (głównie Browarem Budziejowicki Budvar) a amerykańskim browarem Anheuser-Busch. Spór ten jedynie pozornie został rozwiązany, gdy w 2011 roku amerykański koncern wykupił Browar Mieszczański wraz z prawem do korzystania z nazwy Budweiser. Jako że jednocześnie całość sprzętu i technologii przeszła na nowo powołany Browar Samson, nazwa dotychczas związana z B.B. Budweiser Bier przeszła na amerykańskie piwo Budweiser. Od tego czasu browar Samson produkuje piwo pod nazwą 1795 Original Czech Lager, jednak bez odwoływania się do marki Budweiser Bier.

## Odmiany
Do 2011 Browar Mieszczański produkował następujące piwa:
- B. B. Original Budweiser Bier (alk. 5,00%), světlý ležák – jasne pełne,
- B.B. Deset Budweiser Bier (alk. 4,10%), výčepní světlé – jasne beczkowe (tylko kegi),
- 1795 Budweiser Bier (alk. 4,70%), světlý ležák – jasne pełne